# Grades des Forces armées canadiennes
Les grades des Forces armées canadiennes sont une structure hiérarchique qui définit la position de commandement et de leadership des militaires.

## Histoire
Depuis février 2022, les membres des Forces armées canadiennes peuvent utiliser une version du nom de leur grade en français qui représente le mieux leur identité de genre.

## Commandement en chef
Le Roi du Canada représenté par Mary Simon, la gouverneure générale du Canada, est la commandante en chef des Forces armées canadiennes et, dans le cadre de cette fonction, peut porter l'uniforme des Forces armées canadiennes. Le galon sur les manches est composé du cimier royal du Canada que l'on retrouve sur les armoiries du Canada et le pavillon de la gouverneure générale avec des lauriers et entouré d'une bande dorée au-dessus et au-dessous. L'insigne sur les épaulettes est composé du cimier. Le roi et la gouverneure générale peuvent porter l'uniforme des trois éléments des Forces armées canadiennes. Le Roi est le commandant en chef de jure ainsi que le chef suprême des Forces armées canadiennes.
| Commandement en chef     | Commandement en chef | Commandement en chef       | Commandement en chef           |
| Marine royale canadienne | Armée canadienne     | Aviation royale canadienne | Description                    |
| ------------------------ | -------------------- | -------------------------- | ------------------------------ |
|                          |                      |                            | Cimier des armoiries du Canada |

## Officiers amiraux et généraux
| Marine royale canadienne              | Armée canadienne                                  | Aviation royale canadienne                        |
| ------------------------------------- | ------------------------------------------------- | ------------------------------------------------- |
| Amiral ou Amirale (am)                | Général ou Générale (gén)                         | Général ou Générale (gén)                         |
|                                       |                                                   |                                                   |
|                                       |                                                   |                                                   |
| Vice-amiral ou Vice-amirale (vam)     | Lieutenant-général ou Lieutenante-générale (lgén) | Lieutenant-général ou Lieutenante-générale (lgén) |
|                                       |                                                   |                                                   |
|                                       |                                                   |                                                   |
| Contre-amiral ou Contre-amirale (cam) | Major-général ou Majore-générale (mgén)           | Major-général ou Majore-générale (mgén)           |
|                                       |                                                   |                                                   |
| Commodore (cmdre)                     | Brigadier-général ou Brigadière-générale (bgén)   | Brigadier-général ou Brigadière-générale (bgén)   |
|                                       |                                                   |                                                   |

## Officiers supérieurs et subalternes
| Marine                                                  | Armée                                              | Aviation                                           |
| Officiers Supérieurs                                    | Officiers Supérieurs                               | Officiers Supérieurs                               |
| ------------------------------------------------------- | -------------------------------------------------- | -------------------------------------------------- |
| Capitaine de vaisseau (capv)                            | Colonel ou Colonelle (col)                         | Colonel ou Colonelle (col)                         |
|                                                         |                                                    |                                                    |
| Capitaine de frégate (capf)                             | Lieutenant-colonel ou Lieutenante-colonelle (lcol) | Lieutenant-colonel ou Lieutenante-colonelle (lcol) |
|                                                         |                                                    |                                                    |
| Capitaine de corvette (capc)                            | Major ou Majore (maj)                              | Major ou Majore (maj)                              |
|                                                         |                                                    |                                                    |
| Officiers Subalternes                                   |                                                    |                                                    |
| Lieutenant de vaisseau ou Lieutenante de vaisseau (ltv) | Capitaine (cap)                                    | Capitaine (cap)                                    |
|                                                         |                                                    |                                                    |
| Enseigne de vaisseau de première classe (ens 1)         | Lieutenant ou Lieutenante (lt)                     | Lieutenant ou Lieutenante (lt)                     |
|                                                         |                                                    |                                                    |
| Enseigne de vaisseau de deuxième classe (ens 2)         | Sous-lieutenant ou Sous-lieutenante (slt)          | Sous-lieutenant ou Sous-lieutenante (slt)          |
|                                                         |                                                    |                                                    |
| Officiers Subordonnés                                   |                                                    |                                                    |
| Aspirant de marine ou Aspirante de marine (aspm)        | Élève-officier ou Élève-officière (élof)           | Élève-officier ou Élève-officière (élof)           |
|                                                         |                                                    |                                                    |

## Militaires du rang
Sur les tuniques, les insignes des grades d'adjudant et de maître de 1re classe à adjudant-chef et premier-maître de 1re classe sont portés sur le bas de la manche tandis que les insignes des grades de matelot, de soldat et d'aviateur à maître de 2e classe et sergent sont portés sur le haut de la manche. Les grades de cette section ont également cours chez les cadets de la marine royale canadienne, les cadets de l’aviation royale canadienne et les cadets de l’armée royale canadienne.
| Marine                                                                         | Armée                                       | Aviation                                    | Description                                                                                         |
| Adjudants                                                                      | Adjudants                                   | Adjudants                                   | Adjudants                                                                                           |
| ------------------------------------------------------------------------------ | ------------------------------------------- | ------------------------------------------- | --------------------------------------------------------------------------------------------------- |
| Premier-maître de première classe ou Première-maître de première classe (pm 1) | Adjudant-chef ou Adjudante-chef (adjuc)     | Adjudant-chef ou Adjudante-chef (adjuc)     | Version de 1957 des Armoiries du Canada                                                             |
|                                                                                |                                             |                                             | Version de 1957 des Armoiries du Canada                                                             |
| Premier-maître de deuxième classe ou Première-maître de deuxième classe (pm 2) | Adjudant-maître ou Adjudante-maître (adjum) | Adjudant-maître ou Adjudante-maître (adjum) | Couronne de saint Édouard avec des lauriers                                                         |
|                                                                                |                                             |                                             | Couronne de saint Édouard avec des lauriers                                                         |
| Maître de première classe (m 1)                                                | Adjudant ou Adjudante (adj)                 | Adjudant ou Adjudante (adj)                 | Couronne de saint Édouard                                                                           |
|                                                                                |                                             |                                             | Couronne de saint Édouard                                                                           |
| Sous-officiers seniors                                                         |                                             |                                             | |
| Maître de deuxième classe (m 2)                                                | Sergent ou Sergente (sgt)                   | Sergent ou Sergente (sgt)                   | Trois chevrons surmontés d'une feuille d'érable                                                     |
|                                                                                |                                             |                                             | Trois chevrons surmontés d'une feuille d'érable                                                     |
| Sous-officiers juniors                                                         |                                             |                                             | |
| Matelot-chef (matc)                                                            | Caporal-chef ou Caporale-chef (cplc)        | Caporal-chef ou Caporale-chef (cplc)        | Deux chevrons surmontés d'une feuille d'érable Note : caporal-chef est une nomination, pas un grade |
|                                                                                |                                             |                                             | Deux chevrons surmontés d'une feuille d'érable Note : caporal-chef est une nomination, pas un grade |
| Matelot de première classe (mat 1)                                             | Caporal ou Caporale (cpl)                   | Caporal ou Caporale (cpl)                   | Deux chevrons                                                                                       |
|                                                                                |                                             |                                             | Deux chevrons                                                                                       |
| Hommes du rang                                                                 |                                             |                                             | |
| Matelot de deuxième classe (mat 2)                                             | Soldat ou Soldate (formé) (sdt (f))         | Aviateur ou Aviatrice (formé) (avr (f))     | Un chevron pour la marine et l'armée ou une hélice pour l'aviation                                  |
|                                                                                |                                             |                                             | Un chevron pour la marine et l'armée ou une hélice pour l'aviation                                  |
| Matelot de troisième classe (mat 3)                                            | Soldat ou Soldate (confirmé) (sdt (c))      | Aviateur ou Aviatrice (confirmé) (avr (c))  | Aucun insigne                                                                                       |
|                                                                                |                                             |                                             | Aucun insigne                                                                                       |

## Rangs distinctifs des officiers de l'Armée canadienne
Chaque branche/corps de l'Armée canadienne utilise une couleur distinctive. Seulement applicables aux grades d'officiers, ces couleurs se retrouvent seulement sur les épaulettes de chemise et sur le veston de la tenue de mess,,.
| Branche | Couleur       |  |
| --- | ------------- |  |
| Corps blindé royal canadien | Jaune         |  |
| Régiment royal de l'Artillerie canadienne Police militaire des Forces canadiennes Branche des affaires publiques Service royal de la logistique du Canada Cadre des Instructeurs de Cadets (CIC) | Rouge         |  |
| Corps du génie royal canadien Corps des transmissions royal canadien Corps du génie électrique et mécanique royal canadien                                                                       | Bleu          |  |
| Corps d'infanterie royal canadien (RCIC) (excepté les régiments de fusiliers) | Écarlate      |  |
| Corps médical royal canadien | Pourpre       |  |
| Corps de renseignement royal canadien | Argent        |  |
| Corps dentaire royal canadien | Vert émeraude |  |
| Branche des services de l'aumônerie royale canadienne | Mauve         |  |
| Les Voltigeurs de Québec | Noir          |  |

### Noms distinctifs
Dans l'Armée canadienne, les grades de soldat à caporal-chef peuvent changer d'appellation selon le type d'unité, le corps de métier ou le régiment.
| Branche                                                     | Caporal-chef ou Caporale-chef       | Caporal ou Caporale       | Soldat ou Soldate         |
| ----------------------------------------------------------- | ----------------------------------- | ------------------------- | ------------------------- |
| Corps blindé royal canadien                                 | Caporal-chef ou Caporale-chef       | Caporal ou Caporale       | Cavalier ou Cavalière     |
| Régiment royal de l'Artillerie canadienne                   | Bombardier-chef ou Bombardière-chef | Bombardier ou Bombardière | Artilleur ou Artilleuse   |
| Corps du génie royal canadien                               | Caporal-chef ou Caporale-chef       | Caporal ou Caporale       | Sapeur ou Sapeuse         |
| Corps du génie électrique et mécanique royal canadien       | Caporal-chef ou Caporale-chef       | Caporal ou Caporale       | Artisan ou Artisane       |
| Corps des transmissions royal du Canada                     | Caporal-chef ou Caporale-chef       | Caporal ou Caporale       | Signaleur ou Signaleuse   |
| Régiments de garde du Corps d'infanterie royal canadien     | Caporal-chef ou Caporale-chef       | Caporal ou Caporale       | Garde                     |
| Régiments de carabine du Corps d'infanterie royal canadien  | Caporal-chef ou Caporale-chef       | Caporal ou Caporale       | Carabinier ou Carabinière |
| Régiments de fusiliers du Corps d'infanterie royal canadien | Caporal-chef ou Caporale-chef       | Caporal ou Caporale       | Fusilier ou Fusilière     |

## Anciens grades
Avant l'unification des trois services des Forces canadiennes, chaque branche avait ses propres insignes de grade.